# Eurobuilding Maracaibo
Eurobuilding Maracaibo est un gratte-ciel en construction de la ville de Maracaibo au Venezuela. Avec 108 mètres de hauteur et 24 étages, ce sera, une fois achevé, le deuxième plus haut édifice de la ville après la tour Angelini et le 39e du pays. Cet hôtel, dont la construction a débuté en 2012 et qui devait s'achever en 2015 appartient à la chaîne hôtelière Hoteles Eurobuilding. En 2017, l'ouverture était prévue pour 2019.